# Otarie des Galápagos
Zalophus wollebaeki
Espèce
Statut de conservation UICN

 EN A2a : En danger
Répartition géographique
L'otarie des Galápagos est une espèce de mammifères marins de la famille des otariidae, endémique des îles Galápagos.

## Taxinomie
Cette espèce fut décrite par E. Sivertsen en 1953. Elle a d’abord été considérée comme une sous-espèce de l'Otarie de Californie (Zalophus californianus) mais en 2007 des données génétiques ont apporté la preuve que Zalophus wollebaeki est bien une espèce distincte qui se serait séparée de l'ancêtre commun il y a environ 2,3 millions d’années.

## Étymologie
Au nom Zalophus, terme scientifique de formation grecque (ζα (za), préfixe augmentatif, et λόφος (lophos) signifiant crête), qui fait référence à la crête sagittale prononcée des mâles de cette espèce, a été ajouté le terme « wollebaeki », en l’honneur du zoologiste norvégien Alf Wollebæk (en). Ce scientifique conduisit les travaux d’une expédition zoologique norvégienne aux îles Galápagos en 1925, au cours de laquelle il remarqua des différences entre les otaries locales et les autres otaries d’Amérique du Sud.

## Description

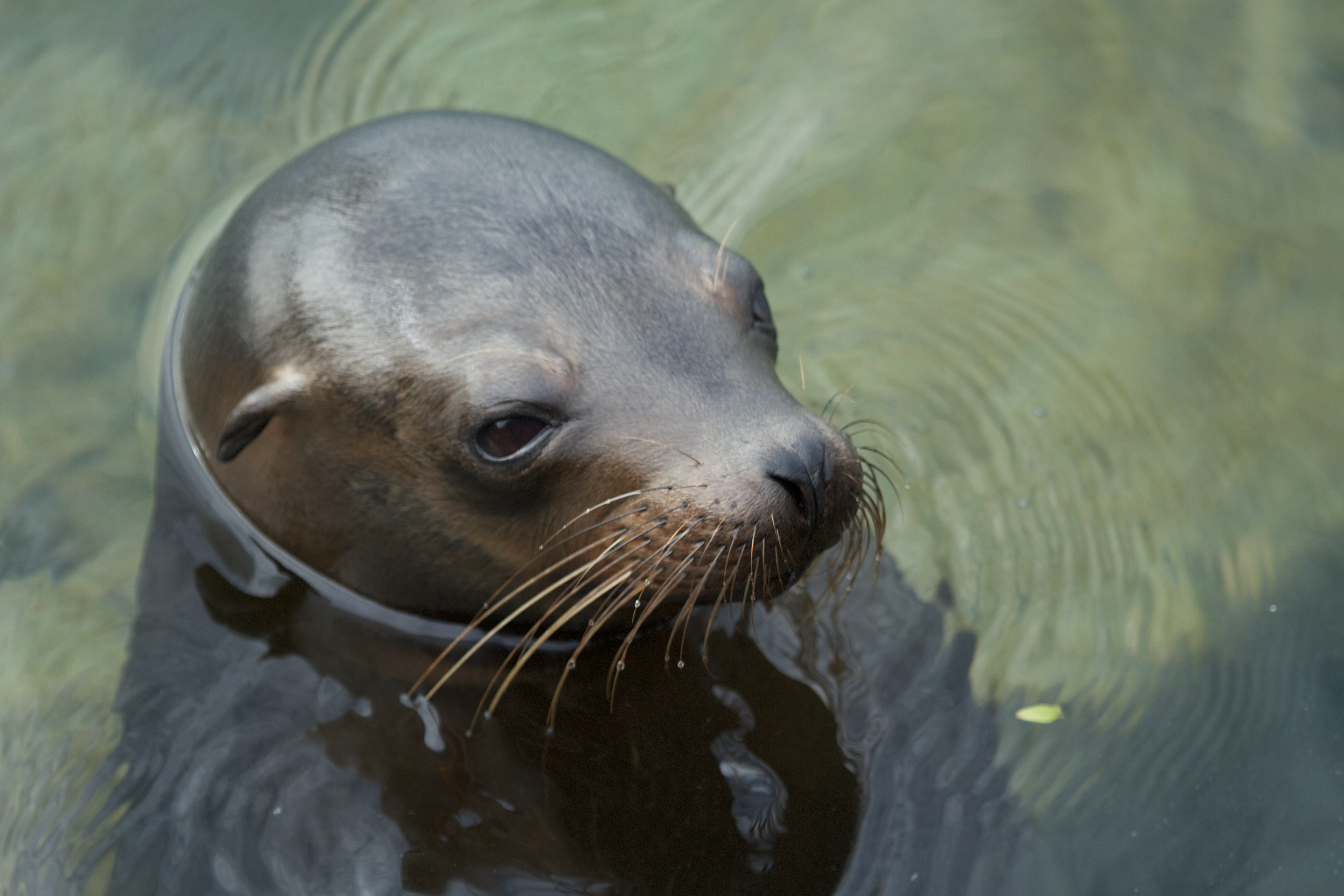
Tête et détail de l'oreille.

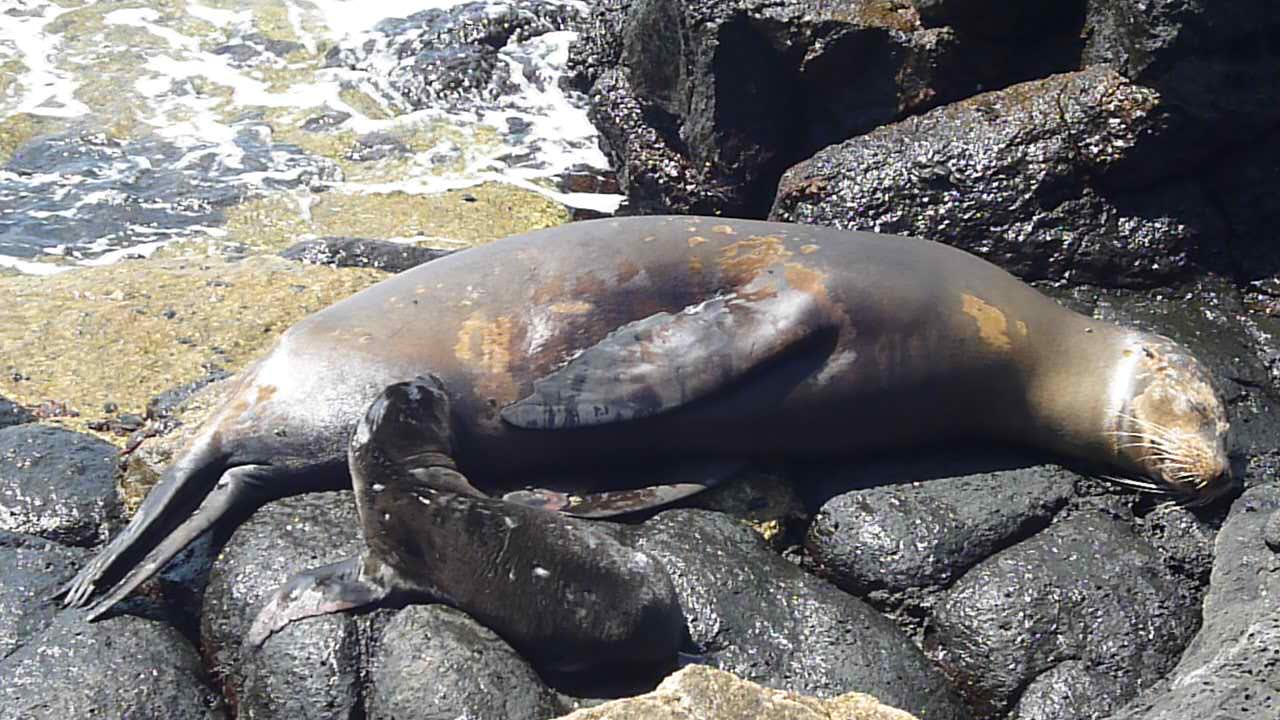
Mère et bébé otaries des Galápagos sur l’île Seymour Nord.

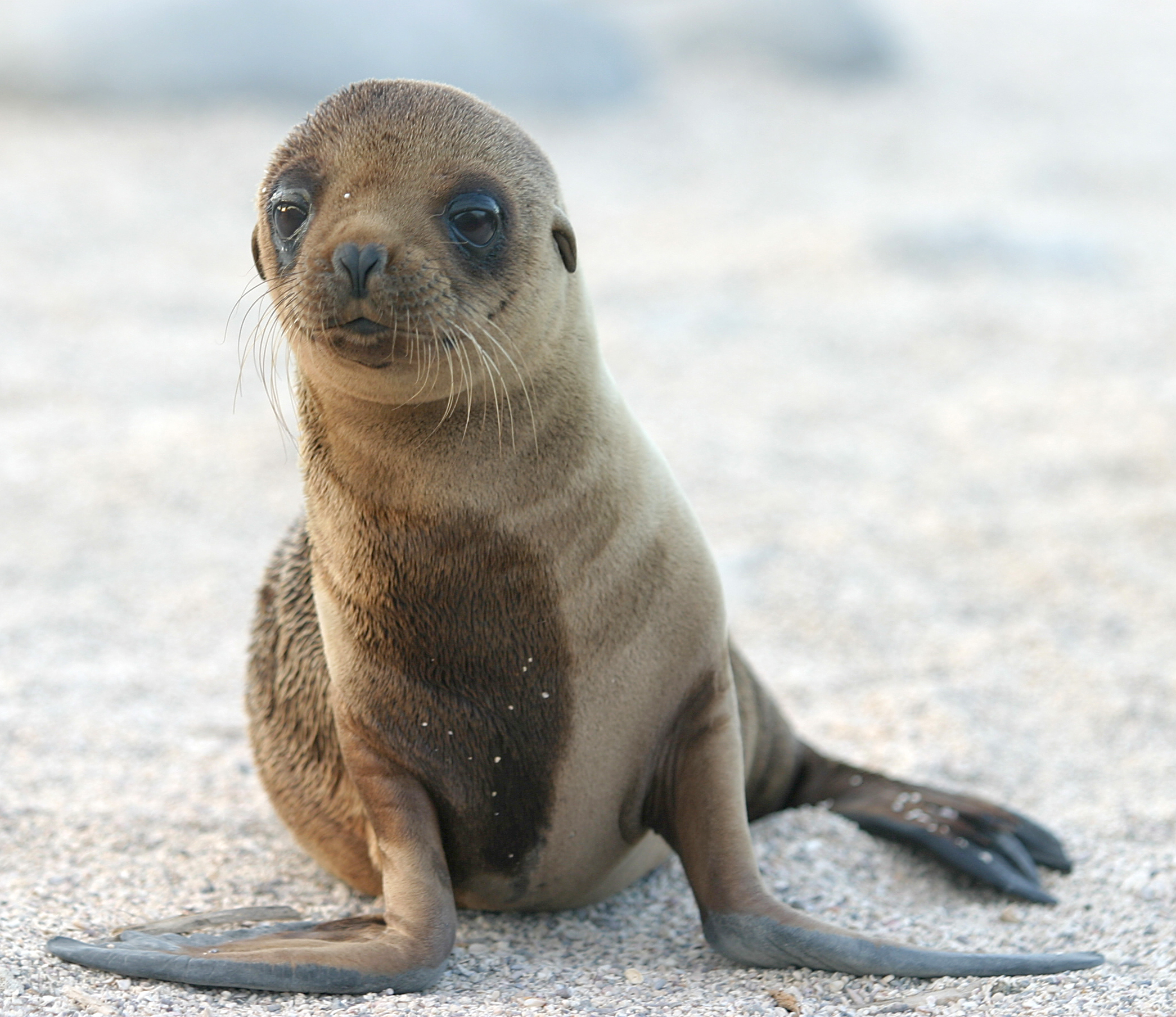
Jeune otarie des Galápagos.

Les otaries des Galápagos sont dimorphes, avec les mâles plus grands que les femelles parmi plusieurs autres caractéristiques sexuelles secondaires. Les mâles adultes ont le cou, les épaules et le thorax robustes, avec un abdomen proportionnellement beaucoup plus petit. La crête sagittale des mâles croît jusqu’à ce qu’ils atteignent leur maturité, formant alors une arête proéminente derrière les yeux avec un front droit. Comme chez toutes les otaries, les canines des adultes mâles sont plus grandes et plus grosses que chez les femelles.
Les femelles adultes et les juvéniles n’ont pas de crête sagittale. Vus de profil, les juvéniles ont la tête presque plate avec peu ou pas de front. Les femelles adultes ont un faible front formé d’une légère inclinaison du sommet du crâne jusqu’au museau. Contrairement aux mâles adultes, les femelles adultes ont un long cou mince et un large torse.
Les deux sexes ont un museau long et quelque peu étroit s’effilant en un nez légèrement pointu. De profil, la face des plus jeunes ressemble à celle d’un chien. Les nageoires antérieures ont quelques poils courts clairsemés qui s’étendent jusqu’au milieu de la surface dorsale de la nageoire, en forme de « V ». Le reste de la surface dorsale et les palmes des deux nageoires antérieures sont recouvertes d’une peau glabre noire tannée. Le premier doigt est le plus important en longueur, largeur et grosseur, courbé vers l’arrière, donnant à la nageoire un aspect incurvé vers l’arrière.
La couleur des otaries des Galápagos est très variable. Quand ils sont secs, le pelage des mâles adultes va du brun gris et doré au brun sombre et la plupart d’entre eux paraissent noirâtres ou très sombres quand ils sont mouillés. L’assombrissement de la couleur commence quand les mâles sont pré-adultes et est achevé à la maturité physique. Les femelles adultes, les juvéniles et les pré-adultes ont des couleurs pâles sur le dessus avec des ombres de brun roux à brun clair. Les bébés naissent avec un long duvet brun-noir qui s’atténue en brun pâle vers 3 à 5 mois, puis ils muent autour de l’âge de 6 mois et se retrouvent avec le pelage des adultes femelles et des juvéniles.
Les mâles pré-adultes et adultes, à la différence des femelles et des petits, aboient de manière souvent longue et répétée. L’aboiement est fort, rapide et distinct. Tous émettent aussi des grognements.
On estime que les mâles adultes peuvent peser entre 200 et 250 kg et mesurer entre 2 m et 2,5 m, mais aucune étude directe ne l’a confirmé. Les femelles adultes se situent dans une fourchette de 50 à 100 kg pour une taille de 1,5 m à 2 m. Les petits mesurent 75 cm à la naissance.
Les petits des deux sexes naissent approximativement à 6 kg et sont sevrés lorsqu’ils atteignent entre 25 et 45 kg. Seulement les 2/3 d’entre eux survivent à l’âge d’un an et guère plus de 50 % à deux ans.
La longévité des otaries des Galápagos est estimée entre 15 et 24 ans[réf. souhaitée].

### Confusion avec l’Otarie à fourrure des Galapagos
L’otarie des Galápagos (Zalophus wollebaeki) partage l’archipel avec l’otarie à fourrure des Galapagos (Arctocephalus galapagoensis).
Les otaries à fourrure ont un pelage épais et à poils plus longs que les autres otaries locales, remarquable quand elles sont mouillées. Les otaries à fourrure vont du gris sombre au brun et sont plus sombres que les autres. Elles ont un museau plus pointu et proportionnellement des yeux plus grands et des oreilles plus longues qui se détachent davantage de la tête quand elles sont dans l’eau ou mouillées. Elles sont aussi plus trapues que les otaries des Galápagos, avec un cou et un corps plus courts. Les adultes à fourrure ont de longues vibrisses pâles remarquables. Enfin, les otaries à fourrure sont les plus petites de toutes les espèces d’otaries, atteignant 1,5 m pour les mâles et 1,2 m pour les femelles.

### Différences avec l’Otarie de Californie
Les otaries des Galapagos sont semblables en apparence aux otaries de Californie mais diffèrent en dimensions, comportement et forme du crâne. Les mâles se différencient des mâles de Californie par une crête sagittale 20 à 25 % plus petite, un museau plus court, un crâne 10 % plus court et plus étroit. Le degré de dimorphisme sexuel est moins grand que chez les otaries de Californie. Elles sont également un peu plus petites que ces dernières.

## Distribution
Les otaries des Galápagos se rencontrent sur les plus grandes îles et sur plusieurs îles plus petites et rochers, plus particulièrement au centre et au sud de l’archipel. Une colonie s’était même établie en 1986 sur l’île de la Plata, près de la côte équatorienne. On peut aussi rencontrer certains éléments errants de la côte nord de l’Équateur jusqu’à l’île Gorgona de Colombie.

## Population
En 1978, la population était estimée à environ 40 000 individus. En comparant les estimations issues des comptages de 1978 et de 2001, on constate une réduction de plus de 60 % de la population sur la période. Mais le manque d’informations quantitatives depuis le début des années 2000 ne permet pas d’assurer que l’espèce est réellement en danger.

## Comportement
Les otaries des Galápagos sont essentiellement sédentaires, très grégaires et vivent en colonies d’une trentaine d’individus. Elles n’ont pas peur des humains quand elles sont à terre. Leurs lieux de repos sont très variés, plages, roches escarpées, corniches, mais ce sont le plus souvent des plages faiblement inclinées de sable ou de rochers. Elles utilisent l’ombre de la végétation, des rochers et des falaises, et vont dans les bassins de drainage ou dans l’océan, si nécessaire, durant la chaleur du jour, pour éviter l’échauffement.
Les otaries des Galápagos se nourrissent aussi bien la nuit que le jour, à la différence des otaries à fourrure qui se nourrissent essentiellement la nuit. De plus, les femelles otaries des Galápagos réduisent leurs contraintes de thermorégulation en étant en mer durant les heures chaudes de la journée.
Dans leur quête de nourriture elles plongent généralement à des profondeurs ne dépassant pas les 100 m, pour des durées de 3 à 5 min, ne changeant de stratégie et ne s’aventurant à de plus grandes profondeurs que lorsque les contraintes les y obligent, en particulier en période de raréfaction de poissons de surface (épipélagiques), lorsque sévit El Niño.
Les otaries des Galápagos sont polygames et les mâles dominants tiennent des territoires à la fois sur terre et dans les eaux peu profondes près du rivage, qu’ils défendent bruyamment et de manière agressive. L’appropriation d’un territoire dure habituellement de 10 jours à 3 mois. On a observé des mâles adultes assaillir des requins des Galápagos qui s’approchaient des lieux de repos.

## Reproduction
La période de reproduction s’étend en moyenne sur 6 mois compris entre juin et janvier selon les îles. La plupart des copulations se produisent dans l’eau.
Mâles et femelles adultes sont matures vers l’âge de 5 à 6 ans. La période de gestation des femelles est de 11 mois environ. En dépit d’un cycle de reproduction annuel, il arrive qu’elles ne se reproduisent que tous les 2 ou 3 ans. En raison de la longue période de dépendance des jeunes, une fréquence annuelle de la reproduction nécessiterait une attention simultanée à deux petits d’âge différent. Peu de femelles (autour de 20 %) donnent naissance à un petit tandis qu’elles en allaitent encore un autre, car une telle situation conduit à une compétition entre les deux jeunes et à la mort quasi certaine du plus jeune. À cause de la saison de reproduction prolongée et de la longue période d’attention et de soin des femelles pour leurs petits, il y a des petits dépendants toute l’année.
À la naissance ceux-ci sont assistés continuellement par leurs mères pendant 6 à 7 jours, après quoi celles-ci vont en mer pour se nourrir. Elles commencent un cycle quotidien de sorties à la recherche de nourriture, qui durent en moyenne 12 heures. Elles rentrent la nuit pour allaiter leurs petits puis repartent le matin suivant. Mais elles peuvent s’absenter jusqu’à 3 jours. Femelles et petits se reconnaissent et se retrouvent grâce à leurs appels et à leur odeur. Les femelles sèvrent habituellement leurs petits au bout de 11 à 12 mois. Les petits entrent dans l’eau et commencent à apprendre à nager au bout d’une à deux semaines.

## Alimentation
Les otaries des Galápagos se nourrissent d’une grande variété de proies (poissons, calmars, pieuvres, crustacés) en raison de leur situation en zone tropicale où peut régner une grande incertitude alimentaire, en raison notamment des effets néfastes d’El Niño, situation obligeant l’espèce à s’adapter et à modifier ses habitudes de recherche de nourriture. Les plongées à la recherche de nourriture par les femelles qui allaitent ont lieu surtout pendant la journée et à des profondeurs relativement faibles. On peut considérer que les principales espèces faisant partie de l’alimentation des otaries des Galápagos sont des poissons de surface ou épipélagiques, clupéidés (harengs, sardines) et engraulidés (anchois). Elles peuvent aussi consommer des proies mésopélagiques, myctophidés (poissons-lanternes), lorsque la raréfaction de nourriture en surface au moment d’El Niño les oblige à plonger à de plus grandes profondeurs.

## Menaces
Les disparitions, l’arrêt de la reproduction durant les épisodes d’El Niño, quand les ressources de la mer s’effondrent, le stress provoqué par les difficultés à se nourrir, associés aux maladies infectieuses, ont vraisemblablement provoqué une diminution de plus de 50 % de la population depuis le début des années 1980. Lorsque l’épisode d’El Niño est sévère, il peut provoquer la mort de tous les bébés otaries, de 50 % des jeunes et de nombreux adultes. On rapporte également le cas de chiens errants ayant tué des bébés otaries ou ayant transmis des maladies à ces populations animales. Ils sont aussi la proie des requins et des orques, au vu de blessures et cicatrices sur certains spécimens.
Certains spécialistes pensent que le risque d’extinction de cette espèce dépend surtout de la sévérité et de la fréquence des manifestations du phénomène El Niño.